# Nhai bách
Nhai bách (/ˈθjuːdʒə/ THEW-jə)  là chi bao gồm các loài cây lá kim trong họ Cupressaceae. Có năm loài trong chi, hai có nguồn gốc từ Bắc Mỹ và ba nguồn gốc Đông Á. Chi này đơn ngành với chi Thujopsis (bách La Hán).
Các loài trong chi này thường được gọi là arborvitaes (từ tiếng Latin có nghĩa là: cây đời) hoặc thujas, một số loài được gọi phổ biến với tên "tuyết tùng" nhưng vì chúng không thực sự là tuyết tùng (Cedrus) nên đã được đề nghị gọi là "tuyết tùng đỏ" hoặc "tuyết tùng trắng" .

## Phân loài
- Thuja koraiensis Nakai - Nhai bách Triều Tiên
- Thuja occidentalis L. - Tuyết tùng trắng phương Bắc
- Thuja plicata Donn ex D.Don - Tuyết tùng đỏ phương Tây
- Thuja standishii (Gordon) Carrière - Nhai bách Nhật Bản
- Thuja sutchuenensis (Gordon) Carrière - Nhai bách Tứ Xuyên[6]

### Các loài trước đây thuộc chi
- Austrocedrus chilensis (D.Don) Pic.Serm. & Bizzarri (như T. chilensis D.Don)
- Callitris rhomboidea R.Br. ex Rich. (như T. australis Poir.)
- Cupressus nootkatensis D.Don (như T. excelsa Bong.)
- Glyptostrobus pensilis (Staunton ex D.Don) K.Koch (như T. pensilis Staunton ex D.Don)
- Libocedrus plumosa (D.Don) Sarg. (như T. doniana Hook.)
- Platycladus orientalis (L.) Franco (như T. orientalis L.)
- Podocarpus javanicus (Burm.f.) Merr. (như T. javanica Burm.f.)
- Tamarix aphylla (L.) H.Karst. (như T. aphylla L.)
- Tetraclinis articulata (Vahl) Mast. (như T. articulata Vahl)
- Thujopsis dolabrata (Thunb. ex L.f.) Siebold & Zucc. (như T. dolabrata Thunb. ex L.f.)
- Widdringtonia nodiflora (L.) Powrie (như T. cupressoides L.)[6]